# سونی پیکچرز تله‌ویژن
سونی پیکچرز تله‌ویژن (به انگلیسی: Sony Pictures Television Inc.‎، مخفف: SPT، تلفظ: /سونی پِکچِرز تِلِویژِن/) یک شرکت بین‌المللی توزیع و تهیه برنامه‌های تلویزیونی است که مرکز اصلی آن در کال‌ور سیتی، کالیفرنیا قرار دارد. این شرکت یکی از زیرمجموعه‌های سونی پیکچرز است که خود از زیرمجموعه‌های شرکت سونی ژاپن است.

## تاریخچه
نام «سونی» از سال ۲۰۰۲ به نام شرکت اضافه شد تا بیانگر وابستگی شرکت به شرکت سونی باشد. همچنین بین سال‌های ۲۰۰۵ تا ۲۰۰۶، برنامه‌های تلویزیونی مترو گلدوین مایر را نیز توزیع می‌کرد.